# Euploea gorima
Euploea gorima är en fjärilsart som beskrevs av Hans Fruhstorfer 1910. Euploea gorima ingår i släktet Euploea och familjen praktfjärilar. Inga underarter finns listade i Catalogue of Life.